# Cuscuta burrellii
Cuscuta burrellii är en vindeväxtart som beskrevs av Truman George Yuncker. Cuscuta burrellii ingår i släktet snärjor, och familjen vindeväxter. Inga underarter finns listade i Catalogue of Life.